# Ischaemum jayachandranii
Ischaemum jayachandranii là một loài thực vật có hoa trong họ Hòa thảo. Loài này được R.Ansari, V.S.Ramach. & Sreek. mô tả khoa học đầu tiên năm 1984.